# ولی نورمحمدی
ولی نورمحمدی بازیکن والیبال اهل ایران، عضو باشگاه باشگاه والیبال پیکان تهران و بازیکن سابق تیم ملی والیبال مردان ایران است.
او والیبال را از ۱۴ سالگی آغاز نمود. قهرمانی والیبال آسیا با تیم ملی نوجوانان و جوانان، قهرمانی جام ارتش‌های جهان، مقام سوم باشگاهای جهان با تیم پیکان، مقام اول باشگاهای آسیا با تیم پیکان، مقام اول آسیا میانه با تیم ملی امید و دو دوره قهرمانی جام شیخ راشد با تیم ملی ایران از دست‌آوردهای ولی نورمحمدی به‌شمار می‌رود
او در سن ۳۰ سالگی از میادین رسمی والیبال خداحافظی کرد و از سال ۱۴۰۲، با دریافت مدرک مربیگری بین‌المللی از فدراسیون جهانی (FIVB)، وارد عرصه مربیگری شد و فعالیت حرفه‌ای خود را در این حوزه آغاز کرد.

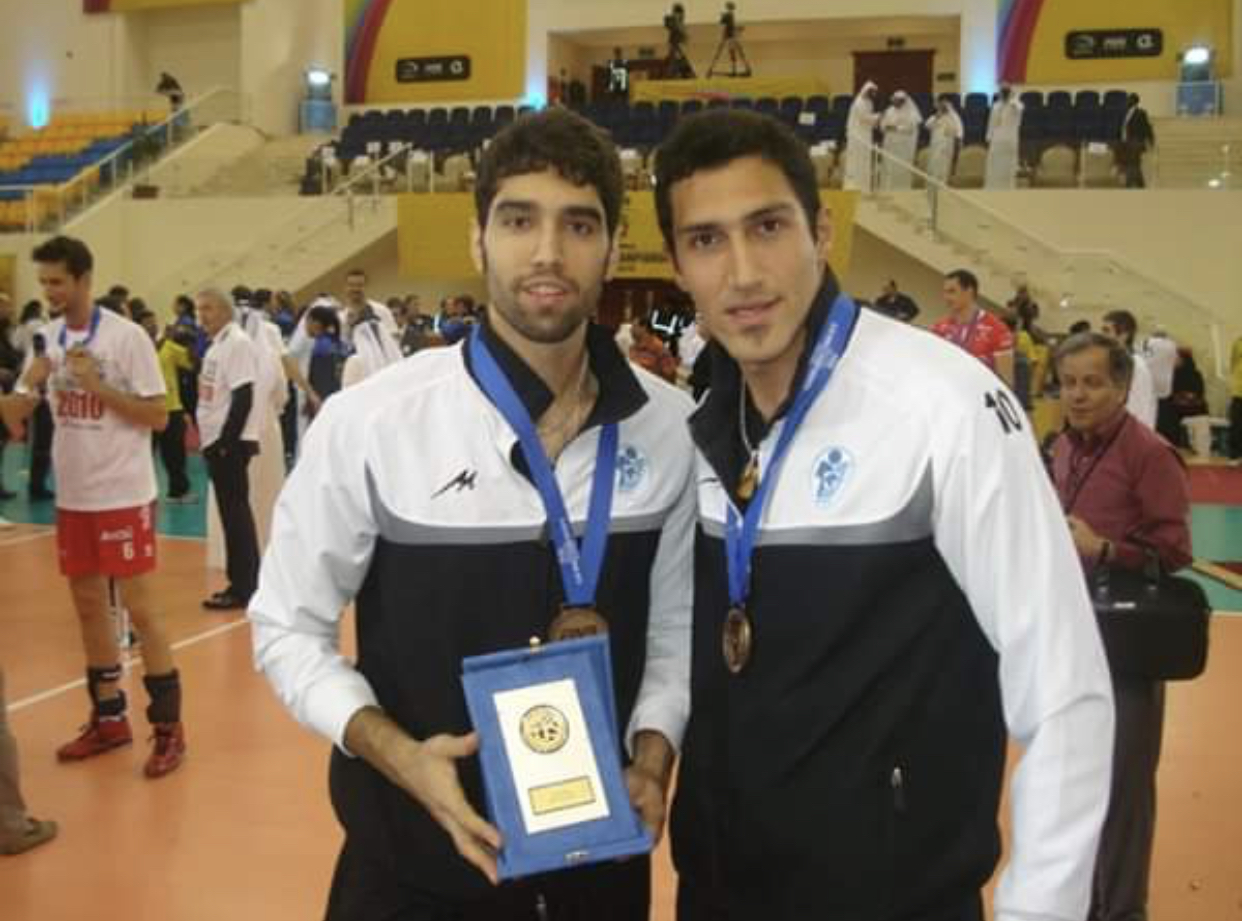
ولی نورمحمدی و سید محمد موسوی عراقی در کنار هم و کسب مقام سومی باشگاهای جهان در دوحه قطر در سال ۲۰۱۰ میلادی با تیم والیبال پیکان تهران

## حرفه‌ای
ولی نورمحمدی (زادهٔ ۲۹ اردیبهشت ۱۳۶۶ در تهران، ایران) بازیکن سابق تیم ملی والیبال ایران و مربی بین‌المللی این رشته است. او فعالیت ورزشی خود را از سال ۱۳۸۰ با حضور در کانون والیبال آغاز کرد. تنها دو سال بعد، با پیوستن به تیم استیل البرز اسلامشهر در لیگ دسته یک، به‌صورت رسمی وارد عرصه حرفه‌ای والیبال شد.
نورمحمدی با دعوت به تیم ملی نوجوانان ایران، نخستین تجربه ملی خود را پشت سر گذاشت و سپس به تیم سوپرلیگ پرسپولیس تهران پیوست. در ادامه، در تیم‌های مطرحی چون سایپا تهران، بیم بابل، داماش گیلان، داماش تهران، پیکان تهران، شهرداری زاهدان، خاتم اردکان، بانک کشاورزی، هاوش گنبد و فولاد سیرجان حضور داشت.
آسیب‌دیدگی و بازگشت:
در جریان مسابقات تیم ملی جوانان در کشور امارات، ولی نورمحمدی از ناحیه زانوی راست دچار پارگی رباط صلیبی (ACL) و مینیسک شد. این مصدومیت موجب شد حدود یک سال از رقابت‌های حرفه‌ای و هم‌دوره‌های خود فاصله بگیرد. او پس از دو سال دوری، به میادین بازگشت و در لیگ برتر والیبال ایران، عنوان پدیده سال را کسب کرد.
پس از درخشش دوباره، با دعوت زنده‌یاد حسین معدنی به تیم ملی بزرگسالان ایران پیوست. اما در جریان رقابت‌های جهانی در کشور برزیل، این بار از ناحیه زانوی چپ دچار آسیب‌دیدگی شدیدتری شد. در این آسیب، رباط‌های ACL و MCL به‌همراه غضروف زانو آسیب دیدند و وی برای بار دوم مجبور به یک سال دوری از میادین و طی مراحل درمانی شد.
دوران طلایی و موفقیت‌های بین‌المللی:
پس از بهبودی، نورمحمدی به تیم‌های داماش گیلان و سایپا تهران در نیم‌فصل پیوست و پس از پایان مسابقات، به تیم پیکان تهران ملحق شد. او همراه با تیم پیکان موفق به کسب قهرمانی لیگ برتر والیبال ایران، قهرمانی باشگاه‌های آسیا و مقام سوم باشگاه‌های جهان شد. در پی این موفقیت‌ها، با دعوت خولیو ولاسکو، سرمربی وقت تیم ملی ایران، بار دیگر به اردوی تیم ملی بزرگسالان فراخوانده شد.
خداحافظی و ورود به عرصه مربی‌گری:
ولی نورمحمدی در سن ۳۰ سالگی، به دلیل برخی مشکلات نامعلوم از دنیای حرفه‌ای والیبال خداحافظی کرد. او از سال ۱۴۰۲ با دریافت مدرک مربی‌گری بین‌المللی از فدراسیون جهانی والیبال (FIVB)، فعالیت حرفه‌ای خود را به‌عنوان مربی آغاز کرد.

## افتخارات

### ملی
- مدال طلا بازی‌های نوجوانان آسیایی ٢٠٠۵
- مدال برنز قهرمانی باشگاه های جهان ٢٠١٠
- مدال طلا بازی‌های ارتشهای جهان ٢٠٠٩
- مدال طلا قهرمانی آسیا ٢٠١١

- اسامی تیم ملی والیبال ایران اعلام شد
- ترکیب جهانی پیکان
- آریا ورزش